# Haplocheirus
Haplocheirus là một chi khủng long, được Choiniere Xu X. J. Clark Forster Guo & Han F. mô tả khoa học năm 2010.